# Judeogeorgiano
El judeogeorgiano, también llamado gruzínico o kivruli, es una dialecto georgiano hablado por la antigua comunidad judía de Georgia.

## Relación con el georgiano
Al igual que otras lenguas judías, como ocurre entre el ladino y el español, el gruzínico es mutuamente inteligible, en este caso, con el georgiano, salvo por las palabras de origen hebreo y arameo que ésta presenta. Por eso, el hecho de si el gruzínico es una lengua separada del georgiano o un dialecto de esta lengua genera debate (ver, en inglés,).

## Distribución
El gruzínico o judeogeorgiano es hablado por unas 85.000 personas aproximadamente. Esto incluye a los 20.000 hablantes en Georgia (estimación de 1995) y unos 59.800 hablantes en Israel (estimación del año 2000). Además, hay unos 4.000 hablantes en Nueva York y un número indeterminado de hablantes en comunidades dispersas de Rusia, Canadá, Bélgica y el resto de los Estados Unidos.